# Josef Knap

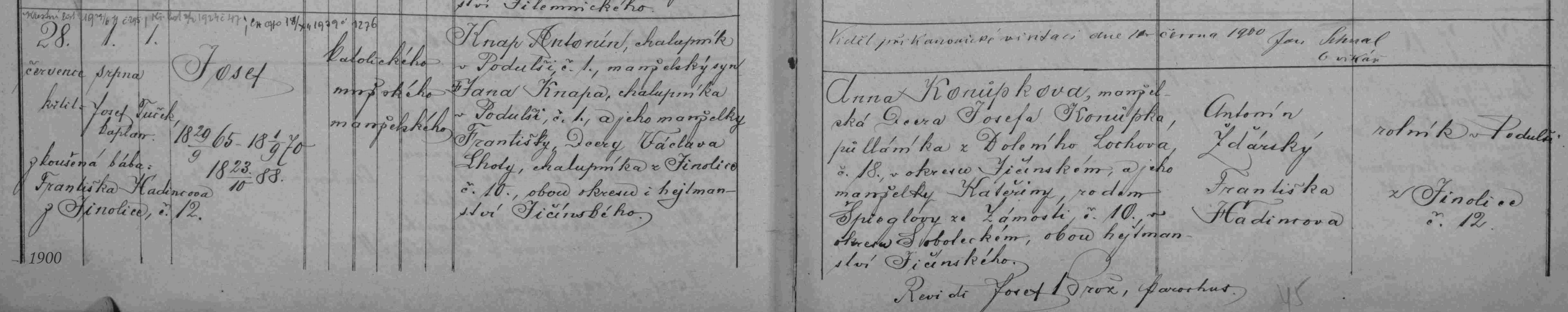
matriční zápis o narození a křtu Josefa Knapa (matrika N index N 1872–1912 Podůlší (SOA Zámrsk))

Josef Knap (28. července 1900 Podůlší u Jičína – 13. prosince 1973 Praha) byl český prozaik, básník a literární kritik, spolu s Františkem Křelinou čelný představitel ruralistické literatury.

## Život
Narodil se v Podůlší u Jičína v rodině chalupníka Antonína Knapa a jeho manželky Anny, rozené Konůpkové.
Gymnázium ukončil v roce 1919 a v roce 1924 vystudoval moderní literaturu na filosofické fakultě University Karlovy. V meziválečném období procestoval pak řadu evropských zemí, mezi nimi Německo, Švédsko, Norsko, Itálii a Francii. Více než 25 let (1925–1951) pracoval v divadelním oddělení Národního muzea, které později vedl. Za nacistické okupace prošel totálním nasazením. V letech 1945–1948 byl členem Moravského kola spisovatelů.
Kvůli náboženskému tónu jeho literárních prací se stal v 50. letech obětí politických procesů s katolickými intelektuály: v roce 1952 byl odsouzen k jedenácti letům vězení. V době jeho věznění v pankrácké věznici jemu, J. Zahradníčkovi a F. Křelinovi pomohl dozorce Václav Sisel. Zachránil mnohé básně a texty těchto vězněných autorů. Ukryl je na své chatě a to až do r. 1968. J. Knap byl nakonec propuštěn již v roce 1955 kvůli onemocnění rakovinou. Když se poměry na konci 60. let přechodně uvolnily, byl v roce 1967 soudně rehabilitován. Po propuštění pracoval jako stavební dělník, až později získal zaměstnání v Památníku národního písemnictví.
V 60. letech se zabýval dějinami divadelních společností – na základě této své práce vydal knihu Umělcové na pouti v roce 1961.
Zemřel v Praze, pohřben byl v Železnici.
V roce 1997 vyšly knižně Knapovy vzpomínky nazvané Bez poslední kapitoly.

### Zajímavost
Když byly 7. května 1939 slavnostně pohřbeny ostatky Karla Hynka Máchy na pražském Slavíně, nesli jeho rakev Josef Hora, Jaroslav Seifert, František Halas, František Sekanina, František Kropáč a Josef Knap.

## Dílo
Knapovo dílo kombinuje realistické a impresionistické prvky. Inspiraci pro svoji literární tvorbu nacházel u severských autorů a z českých např. u Antala Staška, Karla Václava Raise a impresionisty Fráni Šrámka. Většinu témat svých děl věnoval zcela v duchu ruralismu venkovskému životu.

### Sbírky povídek
- Píseň na samotě (1924) – povídková kniha
- Zaváté šlépěje (1929–1940) – povídková kniha
- Žloutnou stráně (1929)
- Polní kytice (1935) – povídková kniha
- Trojlístek (1943) – kniha zaměřená na mladší čtenáře, obsahující 3 povídky
- Čas kopřiv (1970) – povídkový soubor vydaný k autorovým 70. narozeninám, část nákladu byla zabavena

### Romány
- Ztracené jaro (1922)
- Réva na zdi (1926) – román s tématem selství; sedlák Kašpar je na syna Josefa tvrdý, jedná s ním hůř než s čeledínem; Josef se zamiluje a ožení, otec jej nechá bydlet na statku, ale odveze si všechen majetek a syn tak musí začít od píky
- Muži a hory (1928) – román z prostředí slovenského Liptova, o životě domorodých pastevců
- Vysoké jarní nebe (1932) – román s tématem krize mladého manželství
- Cizinec (1934) – tragický příběh hospodáře-ztroskotance
- Puszta (1937) – román z prostředí české kolonizace v jižní části Podkarpatské Rusi
- Dívčí hlas (1938) – úředník se dostává do těžké situace, když se po rozvodu stará o svoji dcerku.
- Věno (1944) – román v podkrkonošské vesnice
- Dokud vane vítr (1968) – budoucí herečka jede přes otcův zákaz do Prahy, aby viděla položení základního kamene Národního divadla.
- Vzdálená země (1969) – příběhem o promarněném životě; hrdinou je vesnický lékař, který ve válce ztratí přítele; až díky tomu si uvědomuje, jak důležitá pro něj musí být jeho dcera dceři.
- Bez poslední kapitoly (1997) – vzpomínková kniha

### Odborné práce o divadle
- Hilbert (1926)
- Zöllnerové: Dějiny divadelního rodu (1958)
- Umělcové na pouti: České divadelní společnosti v 19. století (1961)
- Čtyři herečky: Spurná, Vojtová, Brzková, Beníšková (1967)

### Literárně-historické práce
- Alej srdcí (1920) – debutová kniha esejů věnovaných českému poválečnému básnictví
- Úvod do krásné literatury (1924)
- Cesty a vůdcové: k literatuře let dvacátých (1926)
- Básníci selství (1932)
- Fráňa Šrámek (1937)
- Literatura české půdy (1939)
- Selma Lagerlöf (1949) – studie o této významné švédské autorce

### Básnické sbírky
- Neznámému bohu (1929)
- Zaslechnutý hlas (1997) – verše z vězení